# Campeonato Paranaense de Futsal de 2010
O Campeonato Paranaense de Futsal de 2010, cujo nome usual é Chave Ouro 2010, foi a 16ª edição da principal competição do futsal paranaense, sendo organizado pela Federação Paranaense de Futsal. 
O campeonato foi dividido em três fases disputadas por pontos além das semifinais e final em mata-mata. Na primeira fase, equivalente à Taça Paraná de Futsal (Troféu Jorge Kudri), as 16 equipes jogaram entre si em turno único, com o Copagril sendo campeão e o Guarapuava sendo vice-campeão. Os dois últimos colocados desta fase, Clevelândia e Aquarius, foram rebaixados à Chave Prata 2011. Já os 12 primeiros colocados se classificaram para a segunda fase, sendo divididos em dois grupos de 6 equipes cada. Na segunda fase, as equipes de cada grupo jogaram entre si em turno e returno, com as 4 primeiras de cada grupo se classificando para a terceira fase. Na terceira fase, as 8 equipes restantes foram redistribuídas em dois grupos de quatro, com cada grupo enfrentando-se em turno e returno. As duas melhores equipes de cada grupo se classificaram para as semifinais.
Com isso, as semifinais foram disputadas em mata-mata de dois jogos (com possibilidade de ocorrer um terceiro jogo para desempate) entre o Clube Atlético Deportivo, de Guarapuava, e o Colégio Londrinense; e entre o Cascavel Futsal e o Paraná Clube. Guarapuava e Cascavel se classificaram para a final, na qual o Guarapuava alcançou seu primeiro título estadual após três jogos. Jogando em casa, o Cascavel venceu a primeiro partida por 6 a 3. No segundo jogo, em Guarapuava, o time da casa venceu por 5 a 4, forçando a realização de um jogo de desempate, também em Guarapuava, vencido pelos guarapuavanos por 2 a 1. O título lhe garantiu uma vaga para a Taça Brasil de Futsal de 2011. 

## Participantes em2010
| Clube                  | Cidade                  | Em 2009          | Ginásio                        | Títulos                     |
| ---------------------- | ----------------------- | ---------------- | ------------------------------ | --------------------------- |
| Adeafi                 | Foz do Iguaçu           | 6º               | Costa Cavalcanti               | 0 (não possui)              |
| Aquarius               | Telêmaco Borba          | 4º (Chave Prata) | Heitor Alencar Furtado         | 0 (não possui)              |
| Associação Palotinense | Palotina                | 1º (Chave Prata) | Ardomar Somensi                | 0 (não possui)              |
| Campo Mourão           | Campo Mourão            | 11º              | Valternei de Oliveira          | 0 (não possui)              |
| Cascavel               | Cascavel                | 4º               | Sérgio Mauro Festugatto e Neva | 3 (2003, 2004 e 2005)       |
| Clevelândia            | Clevelândia             | 6º (Chave Prata) | Idevaldo Zardo                 | 0 (não possui)              |
| Colégio Londrinense    | Londrina                | 8º               | Ginásio Moringão               | 0 (não possui)              |
| Copagril               | Marechal Cândido Rondon | 1º               | Ney Braga                      | 1 (2009)                    |
| Foz Futsal             | Foz do Iguaçu           | 6º               | Costa Cavalcanti               | 3 (1996, 1997 e 2001)       |
| Guarapuava             | Guarapuava              | 5º               | Ginásio Joaquim Prestes        | 0 (não possui)              |
| Maringá                | Maringá                 | 7º               | Chico Neto                     | 0 (não possui)              |
| Marreco                | Francisco Beltrão       | 9º               | Arrudão                        | 0 (não possui)              |
| Paraná Clube           | Curitiba                | 10º              | Ginásio do Paraná Clube        | 0 (não possui)              |
| São Lucas              | Paranavaí               | 14º              | Lacerdinha                     | 0 (não possui)              |
| São Miguel             | São Miguel do Iguaçu    | 2º               | Joelson Marcelino              | 4 (1998, 1999, 2000 e 2002) |
| Umuarama               | Umuarama                | 3º               | Amário Vieira da Costa         | 2 (2007 e 2008)             |

## Taça Paraná de Futsal
| Pos | Times                  | Pts | J  | V  | E | D  | GP | GC | SG  | GA   | %     | Classificação                     |
| --- | ---------------------- | --- | -- | -- | - | -- | -- | -- | --- | ---- | ----- | --------------------------------- |
| 1   | Copagril               | 39  | 15 | 12 | 3 | 0  | 47 | 14 | 33  | 3,36 | 86,7% | Campeão da Taça Paraná de Futsal  |
| 2   | Guarapuava             | 35  | 15 | 11 | 2 | 2  | 54 | 18 | 36  | 3    | 77,8% | Classificados para a Segunda Fase |
| 3   | Cascavel               | 29  | 15 | 9  | 2 | 4  | 45 | 29 | 16  | 1,55 | 64,4% | Classificados para a Segunda Fase |
| 4   | Marreco                | 27  | 15 | 8  | 3 | 4  | 42 | 39 | 3   | 1,08 | 60%   | Classificados para a Segunda Fase |
| 5   | Colégio Londrinense    | 26  | 15 | 7  | 5 | 3  | 46 | 37 | 9   | 1,24 | 57,8% | Classificados para a Segunda Fase |
| 6   | Maringá                | 23  | 15 | 6  | 5 | 4  | 48 | 40 | 8   | 1,2  | 51,1% | Classificados para a Segunda Fase |
| 7   | Campo Mourão           | 21  | 15 | 5  | 6 | 4  | 43 | 39 | 4   | 1,1  | 46,7% | Classificados para a Segunda Fase |
| 8   | Umuarama               | 21  | 15 | 6  | 3 | 6  | 39 | 38 | 1   | 1,03 | 46,7% | Classificados para a Segunda Fase |
| 9   | Paraná Clube           | 20  | 15 | 6  | 2 | 7  | 49 | 44 | 5   | 1,11 | 44,4% | Classificados para a Segunda Fase |
| 10  | Adeafi Foz             | 19  | 15 | 4  | 7 | 4  | 40 | 41 | -1  | 0,98 | 42,2% | Classificados para a Segunda Fase |
| 11  | Associação Palotinense | 19  | 15 | 5  | 4 | 6  | 28 | 30 | -2  | 0,93 | 42,2% | Classificados para a Segunda Fase |
| 12  | Foz Futsal             | 18  | 15 | 5  | 3 | 7  | 43 | 34 | 9   | 1,26 | 40%   | Classificados para a Segunda Fase |
| 13  | São Miguel             | 15  | 15 | 4  | 3 | 8  | 46 | 51 | -5  | 0,9  | 33,3% |                                   |
| 14  | São Lucas              | 12  | 15 | 3  | 3 | 9  | 35 | 54 | -19 | 0,65 | 26,7% |                                   |
| 15  | Clevelândia            | 9   | 15 | 3  | 0 | 12 | 28 | 64 | -36 | 0,44 | 20%   | Rebaixados                        |
| 16  | Aquarius               | 1   | 15 | 0  | 1 | 14 | 30 | 91 | -61 | 0,33 | 2,2%  | Rebaixados                        |

### Confrontos
Para ler a tabela, a linha horizontal representa os jogos da equipe como mandante. A coluna vertical indica os jogos da equipe como visitante.
|                        | ADE | APA | AQU  | CAM | CAS | CLE | CLO | COP | FOZ | GUA  | MGA | MCO | PAR | SLU | SMI | UMU |
| ---------------------- | --- | --- | ---- | --- | --- | --- | --- | --- | --- | ---- | --- | --- | --- | --- | --- | --- |
| Adeafi                 | —   | 2-2 | -    | -   | 1-4 | -   | 3-3 | -   | 0-0 | -    | -   | 4-5 | -   | 3-3 | 4-3 | 5-2 |
| Associação Palotinense | -   | —   | -    | -   | -   | -   | 5-0 | 0-6 | -   | 1-1  | 2-1 | 0-1 | 3-5 | -   | -   | 2-0 |
| Aquarius               | 1-3 | 2-2 | —    | 2-4 | -   | 3-4 | -   | 2-3 | 1-7 | 1-12 | -   | -   | -   | -   | -   | -   |
| Campo Mourão           | 2-2 | 1-1 | -    | —   | -   | 7-0 | -   | -   | -   | 0-3  | -   | -   | 4-2 | 6-6 | -   | 2-2 |
| Cascavel               | -   | 2-1 | 5-3  | 7-2 | —   | -   | -   | 1-3 | -   | 3-4  | 3-2 | 4-3 | 4-1 | -   | -   | -   |
| Clevelândia            | 2-5 | 4-3 | -    | -   | 2-4 | —   | 1-3 | -   | 2-4 | -    | -   | -   | -   | 2-0 | 4-6 | -   |
| Colégio Londrinense    | -   | -   | 10-1 | 3-3 | 2-1 | -   | —   | 2-2 | 3-1 | -    | 5-3 | 2-2 | -   | -   | 3-3 | -   |
| Copagril               | 3-0 | -   | -    | 1-0 | -   | 5-2 | -   | —   | 1-0 | -    | 1-1 | 5-1 | -   | 4-0 | -   | 4-2 |
| Foz Futsal             | -   | 1-2 | -    | 2-3 | 0-1 | -   | -   | -   | —   | 3-3  | -   | 8-1 | 3-5 | -   | -   | 1-4 |
| Guarapuava             | 3-0 | -   | -    | -   | -   | 6-0 | 5-1 | 0-4 | -   | —    | 5-1 | -   | 2-1 | 2-0 | -   | 4-1 |
| Maringá                | 3-3 | -   | 8-1  | 2-2 | -   | 6-3 | -   | -   | 3-3 | -    | —   | -   | 3-2 | 4-3 | 5-3 | -   |
| Marreco                | -   | -   | 5-1  | 3-5 | -   | 4-1 | -   | -   | -   | 1-0  | 1-1 | —   | 6-2 | -   | -   | 2-2 |
| Paraná Clube           | 5-5 | -   | 2-0  | -   | -   | 4-0 | 3-5 | 3-3 | -   | -    | -   | -   | —   | 7-3 | 6-1 | -   |
| São Lucas              | -   | 2-1 | 8-7  | -   | 1-4 | -   | 3-1 | -   | 0-4 | -    | -   | 2-4 | -   | —   | 2-2 | -   |
| São Miguel             | -   | 2-3 | 10-2 | 3-2 | 2-2 | -   | -   | 0-2 | 6-5 | 1-4  | -   | 2-3 | -   | -   | —   | -   |
| Umuarama               | -   | -   | 8-3  | -   | 1-1 | 4-1 | 1-3 | -   | -   | -    | 3-5 | -   | 2-1 | 3-2 | 4-2 | —   |

| Vitória do mandante; Vitória do visitante; Empate. | Em negrito os jogos "clássicos". |

### Premiação
| Taça Paraná de Futsal de 2010       |
| ----------------------------------- |
| Copagril Futsal Campeão (2º título) |

## Segunda Fase

### Grupo A
| Pos | Times      | Pts | J  | V | E | D  | GP | GC | SG  | GA   | %     | Classificação                      |
| --- | ---------- | --- | -- | - | - | -- | -- | -- | --- | ---- | ----- | ---------------------------------- |
| 1   | Umuarama   | 23  | 10 | 7 | 2 | 1  | 37 | 22 | 15  | 1,68 | 76,7% | Classificados para a Terceira Fase |
| 2   | Copagril   | 19  | 10 | 6 | 1 | 3  | 30 | 18 | 12  | 1,67 | 63,3% | Classificados para a Terceira Fase |
| 3   | Marreco    | 17  | 10 | 5 | 2 | 3  | 33 | 27 | 6   | 1,22 | 56,7% | Classificados para a Terceira Fase |
| 4   | Maringá    | 15  | 10 | 4 | 3 | 3  | 35 | 24 | 11  | 1,46 | 50%   | Classificados para a Terceira Fase |
| 5   | Foz Futsal | 11  | 10 | 3 | 2 | 5  | 23 | 22 | 1   | 1,05 | 36,7% | Eliminados                         |
| 6   | Adeafi     | 0   | 10 | 0 | 0 | 10 | 18 | 63 | -45 | 0,29 | 0%    | Eliminados                         |

#### Confrontos
Para ler a tabela, a linha horizontal representa os jogos da equipe como mandante. A coluna vertical indica os jogos da equipe como visitante.
|            | ADE  | COP | FOZ | MGA | MCO | UMU |
| ---------- | ---- | --- | --- | --- | --- | --- |
| Adeafi     | —    | 0-8 | 3-5 | 2-4 | 5-8 | 1-4 |
| Copagril   | 3-2  | —   | 3-0 | 3-2 | 4-0 | 5-2 |
| Foz Futsal | 6-1  | 3-0 | —   | 3-3 | 2-3 | 1-1 |
| Maringá    | 11-1 | 1-1 | 3-2 | —   | 2-2 | 0-2 |
| Marreco    | 6-2  | 4-0 | 1-0 | 3-5 | —   | 4-5 |
| Umuarama   | 8-1  | 4-3 | 4-1 | 5-4 | 2-2 | —   |

| Vitória do mandante; Vitória do visitante; Empate. | Em negrito os jogos "clássicos". |

### Grupo B
| Pos | Times                  | Pts | J  | V | E | D | GP | GC | SG  | GA   | %     | Classificação                      |
| --- | ---------------------- | --- | -- | - | - | - | -- | -- | --- | ---- | ----- | ---------------------------------- |
| 1   | Cascavel               | 21  | 10 | 6 | 3 | 1 | 30 | 17 | 13  | 1,76 | 70%   | Classificados para a Terceira Fase |
| 2   | Guarapuava             | 19  | 10 | 6 | 1 | 3 | 27 | 17 | 10  | 1,59 | 63,3% | Classificados para a Terceira Fase |
| 3   | Colégio Londrinense    | 17  | 10 | 5 | 2 | 3 | 24 | 17 | 7   | 1,41 | 56,7% | Classificados para a Terceira Fase |
| 4   | Paraná Clube           | 13  | 10 | 4 | 1 | 5 | 22 | 26 | -4  | 0,85 | 43,3% | Classificados para a Terceira Fase |
| 5   | Associação Palotinense | 9   | 10 | 2 | 3 | 5 | 19 | 27 | -8  | 0,7  | 30%   | Eliminados                         |
| 6   | Campo Mourão           | 5   | 10 | 1 | 2 | 7 | 17 | 35 | -18 | 0,49 | 16,7% | Eliminados                         |

#### Confrontos
Para ler a tabela, a linha horizontal representa os jogos da equipe como mandante. A coluna vertical indica os jogos da equipe como visitante.
|                        | APA | CAM | CAS | CLO | GUA | PAR |
| ---------------------- | --- | --- | --- | --- | --- | --- |
| Associação Palotinense | —   | 3-4 | 2-2 | 3-2 | 0-2 | 4-1 |
| Campo Mourão           | 0-0 | —   | 0-2 | 1-2 | 1-4 | 2-2 |
| Cascavel               | 5-3 | 5-2 | —   | 2-2 | 2-1 | 5-1 |
| Colégio Londrinense    | 2-2 | 6-1 | 2-4 | —   | 1-2 | 2-0 |
| Guarapuava             | 5-2 | 5-1 | 2-2 | 1-3 | —   | 3-0 |
| Paraná Clube           | 4-0 | 6-5 | 2-1 | 1-2 | 5-2 | —   |

| Vitória do mandante; Vitória do visitante; Empate. | Em negrito os jogos "clássicos". |

## Terceira Fase

### Grupo C
| Pos | Times        | Pts | J | V | E | D | GP | GC | SG  | GA   | %     | Classificação                    |
| --- | ------------ | --- | - | - | - | - | -- | -- | --- | ---- | ----- | -------------------------------- |
| 1   | Guarapuava   | 11  | 6 | 3 | 2 | 1 | 21 | 17 | 4   | 1,24 | 61,1% | Classificados para as semifinais |
| 2   | Paraná Clube | 10  | 6 | 3 | 1 | 2 | 16 | 14 | 2   | 1,14 | 55,6% | Classificados para as semifinais |
| 3   | Umuarama     | 8   | 6 | 2 | 2 | 2 | 21 | 15 | 6   | 1,4  | 44,4% | Eliminados                       |
| 4   | Marreco      | 4   | 6 | 1 | 1 | 4 | 12 | 24 | -12 | 0,5  | 22,2% | Eliminados                       |

#### Confrontos
Para ler a tabela, a linha horizontal representa os jogos da equipe como mandante. A coluna vertical indica os jogos da equipe como visitante.
|     | GUA | MCO | PAR | UMU |
| --- | --- | --- | --- | --- |
| GUA | —   | 3-3 | 5-3 | 2-2 |
| MCO | 1-5 | —   | 3-1 | 2-6 |
| PAR | 5-2 | 2-1 | —   | 4-2 |
| UMU | 3-4 | 7-2 | 1-1 | —   |

| Vitória do mandante; Vitória do visitante; Empate. | Em negrito os jogos "clássicos". |

### Grupo D
| Pos | Times               | Pts | J | V | E | D | GP | GC | SG | GA   | %     | Classificação                    |
| --- | ------------------- | --- | - | - | - | - | -- | -- | -- | ---- | ----- | -------------------------------- |
| 1   | Cascavel            | 14  | 6 | 4 | 2 | 0 | 20 | 12 | 8  | 1,67 | 77,8% | Classificados para as semifinais |
| 2   | Colégio Londrinense | 10  | 6 | 3 | 1 | 2 | 18 | 17 | 1  | 1,06 | 55,6% | Classificados para as semifinais |
| 3   | Maringá             | 6   | 6 | 2 | 0 | 4 | 15 | 22 | -7 | 0,68 | 33,3% | Eliminados                       |
| 4   | Copagril            | 4   | 6 | 1 | 1 | 4 | 15 | 17 | -2 | 0,88 | 22,2% | Eliminados                       |

#### Confrontos
Para ler a tabela, a linha horizontal representa os jogos da equipe como mandante. A coluna vertical indica os jogos da equipe como visitante.
|                     | CAS | CLO | COP | MGA |
| ------------------- | --- | --- | --- | --- |
| Cascavel            | —   | 4-2 | 3-0 | 3-1 |
| Colégio Londrinense | 3-3 | —   | 2-1 | 7-1 |
| Copagril            | 3-3 | 3-4 | —   | 6-1 |
| Maringá             | 3-4 | 5-0 | 4-2 | —   |

| Vitória do mandante; Vitória do visitante; Empate. | Em negrito os jogos "clássicos". |

## Play-Offs
Em itálico, os times que possuem o mando de campo no segundo jogo do confronto e em negrito os times classificados.
|  | Semifinais          | Semifinais | Semifinais | Semifinais |   |  | Final                  | Final | Final | Final |
|  |                     |            |            |            |   |  |                        |       |       |       |
|  | 20 e 27 de novembro |            |            |            |   |  |                        |       |       |       |
|  | Guarapuava          | 1          | 3          |            |   |  |                        |       |       |       |
|  | Colégio Londrinense | 1          | 1          |            |   |  |                        |       |       |       |
|  |                     |            |            |            |   |  |                        |       |       |       |
|  |                     |            |            |            |   |  | 4, 11 e 15 de dezembro |       |       |       |
|  |                     |            |            |            |   |  | Guarapuava             | 3     | 5     | 2     |
|  |                     | Cascavel   | 6          | 4          | 1 |  |                        |       |       |       |
|  |                     |            |            |            |   |  |                        |       |       |       |
|  | 20 e 27 de novembro |            |            |            |   |  |                        |       |       |       |
|  | Cascavel            | 3          | 3          |            |   |  |                        |       |       |       |
|  | Paraná Clube        | 3          | 1          |            |   |  |                        |       |       |       |

## Final

### Primeiro jogo
| 4 de dezembro | Cascavel                                                                     | 6 - 3 | Guarapuava                   | Cascavel, Ginásio da Neva |
| 20:30 (UTC−3) | Chupeta 02:05' · Felipe 09:58' · Davi 18:39' 37:17' · Aladinho 30:57' 36:46' |       | Japonês 13:01' 32:39' 35:49' |                           |

| Cascavel Futsal Clube | Clube Atlético Deportivo |

### Segundo jogo
| 11 de dezembro | Guarapuava                                        | 5 - 4 | Cascavel                                                        | Guarapuava, Ginásio Joaquim Prestes |
| 20:30 (UTC−3)  | Oliveira 8:47' 29:45' 33:54' 34:56' · Neto 38:48' |       | Roberto 1:59' · Adeirton 4:22' · Aladinho 7:54' · Magrão 16:36' |                                     |

| Clube Atlético Deportivo | Cascavel Futsal Clube |

### Terceiro jogo
| 15 de dezembro | Guarapuava                             | 2 - 1 | Cascavel      | Guarapuava, Ginásio Joaquim Prestes |
| 20:30 (UTC−3)  | Carrapicho 13:17' · Fernandinho 37:37' |       | Issamu 08:25' |                                     |

| Clube Atlético Deportivo | Cascavel Futsal Clube |

## Premiação
| Campeonato Paranaense de Futsal de 2010      |
| -------------------------------------------- |
| Clube Atlético Deportivo Campeão (1º título) |

## Classificação Geral
| Pos | Times                  | Pts | J  | V  | E | D  | GP  | GC  | SG  | GA   | %     | Classificação               |
| --- | ---------------------- | --- | -- | -- | - | -- | --- | --- | --- | ---- | ----- | --------------------------- |
| 1   | Guarapuava             | 75  | 36 | 23 | 6 | 7  | 116 | 65  | 51  | 1,78 | 69,4% | Finalistas                  |
| 2   | Cascavel               | 71  | 36 | 21 | 8 | 7  | 112 | 72  | 40  | 1,56 | 65,7% | Finalistas                  |
| 3   | Colégio Londrinense    | 54  | 33 | 15 | 9 | 9  | 90  | 75  | 15  | 1,2  | 54,5% | Eliminados nas semifinais   |
| 4   | Paraná Clube           | 44  | 33 | 13 | 5 | 15 | 91  | 90  | 1   | 1,01 | 44,4% | Eliminados nas semifinais   |
| 5   | Copagril               | 62  | 31 | 19 | 5 | 7  | 92  | 49  | 43  | 1,88 | 66,7% | Eliminados na Terceira Fase |
| 6   | Umuarama               | 52  | 31 | 15 | 7 | 9  | 97  | 75  | 22  | 1,29 | 55,9% | Eliminados na Terceira Fase |
| 7   | Marreco                | 48  | 31 | 14 | 6 | 11 | 87  | 90  | -3  | 0,97 | 51,6% | Eliminados na Terceira Fase |
| 8   | Maringá                | 44  | 31 | 12 | 8 | 11 | 98  | 86  | 12  | 1,14 | 47,3% | Eliminados na Terceira Fase |
| 9   | Foz Futsal             | 29  | 25 | 8  | 5 | 12 | 66  | 56  | 10  | 1,18 | 38,7% | Eliminados na Segunda Fase  |
| 10  | Associação Palotinense | 28  | 25 | 7  | 7 | 11 | 47  | 57  | -10 | 0,82 | 37,3% | Eliminados na Segunda Fase  |
| 11  | Campo Mourão           | 26  | 25 | 6  | 8 | 11 | 60  | 74  | -14 | 0,81 | 34,7% | Eliminados na Segunda Fase  |
| 12  | Adeafi                 | 19  | 25 | 4  | 7 | 14 | 58  | 104 | -46 | 0,56 | 25,3% | Eliminados na Segunda Fase  |
| 13  | São Miguel             | 15  | 15 | 4  | 3 | 8  | 46  | 51  | -5  | 0,9  | 33,3% | Eliminados na Primeira Fase |
| 14  | São Lucas              | 12  | 15 | 3  | 3 | 9  | 35  | 54  | -19 | 0,65 | 26,7% | Eliminados na Primeira Fase |
| 15  | Clevelândia            | 9   | 15 | 3  | 0 | 12 | 28  | 64  | -36 | 0,44 | 20%   | Rebaixados                  |
| 16  | Aquarius               | 1   | 15 | 0  | 1 | 14 | 30  | 91  | -61 | 0,33 | 2,2%  | Rebaixados                  |